# Heliconius stübeli
Heliconius stübeli är en fjärilsart som beskrevs av Riffarth 1900. Heliconius stübeli ingår i släktet Heliconius och familjen praktfjärilar. Inga underarter finns listade i Catalogue of Life.